# Tang Chen
Tang Chen (chinesisch 唐真, Pinyin Táng Zhēn), Dong Tsun oder Diana Cheng war eine Schauspielerin aus Hongkong, die in den 1950er und 1960er Jahren aktiv war.

## Leben
1952 erhielt Chen in Blossoms in the Heart erstmals eine Filmrolle.

## Filmografie
- 1952: Blossoms in the Heart
- 1953: Yuan yang jie
- 1953: A World of Gold
- 1954: The Beauty and the Dumb
- 1956: Miss Kikuko
- 1956: The Mandarin’s Bowl
- 1956: The Chase
- 1956: Ju zi gu niang
- 1957: Chun se wu bian
- 1957: Love Fiesta
- 1959: Air Hostess
- 1959: Lady of the Roof
- 1960: Hei ye qiang sheng
- 1960: A Shot in the Dark[1]